# Renate Wohlwend
Renate Wohlwend, geb. Herrmann (* 20. Februar 1952 in Wien), ist eine liechtensteinische Politikerin. Sie gehörte von 1993 bis 2013 dem liechtensteinischen Landtag an.

## Biografie
Die gebürtige Österreicherin wuchs in Melk auf und besuchte das Realgymnasium in St. Pölten. An der Universität Wien und an der Universität Linz studierte sie Philosophie, Geschichte und Rechtswissenschaft. Durch Heirat erhielt sie 1978 die liechtensteinische Staatsbürgerschaft, im selben Jahr absolvierte sie ein Praktikum am Landgericht in Vaduz. Ab 1979 war sie als Juristin und Treuhänderin angestellt, 1994 machte sie sich selbstständig.
Wohlwend wurde 1993 erstmals für die Fortschrittliche Bürgerpartei in den Landtag des Fürstentums Liechtenstein gewählt. Dort blieb sie bis 1997 Abgeordnete. Zwischen 1997 und 2000 war Wohlwend Stellvertretende Abgeordnete im Landtag und wurde im Zuge der Wahlen 2001 erneut Abgeordnete. Als Abgeordnete war sie Delegationsleiterin in verschiedenen liechtensteinischen Delegationen, etwa von 2001 bis 2008 in der Delegation in der Parlamentarischen Versammlung des Europarates und von 2007 bis 2008 in der Delegation im Parlamentarierkomitee der EFTA- und EWR-Staaten. Zuvor war sie von 2001 bis 2005 Delegationsleiterin der liechtensteinischen Delegation in der Parlamentarischen Versammlung der OSZE. In der liechtensteinischen Delegation in der Parlamentarischen Versammlung des Europarates war sie seit 2009 nur noch Mitglied. Seit 2003 war Wohlwend Mitglied der EWR-Kommission sowie seit 2009 Mitglied in der Aussenpolitischen Kommission. Nach der Landtagswahl 2009 wurde sie bei der Eröffnungssitzung des neuen Landtags zur neuen Landtagsvizepräsidentin gewählt und löste damit ihren Vorgänger Ivo Klein ab. Bei der Landtagswahl im Februar 2013 kandidierte Wohlwend nicht mehr und schied damit aus dem Landtag aus.
Wohlwend amtierte von 2002 bis 2016 als Honorarkonsulin der Ukraine in Liechtenstein. Seit 2014 ist sie Stiftungsratspräsidentin des Liechtensteinischen Landesmuseums und seit 2016 Präsidentin des Liechtensteiner Seniorenbunds. 
2013 wurde ihr das Komturkreuz mit Stern des Fürstlich Liechtensteinischen Verdienstordens verliehen.